# Nadia Szagdaj

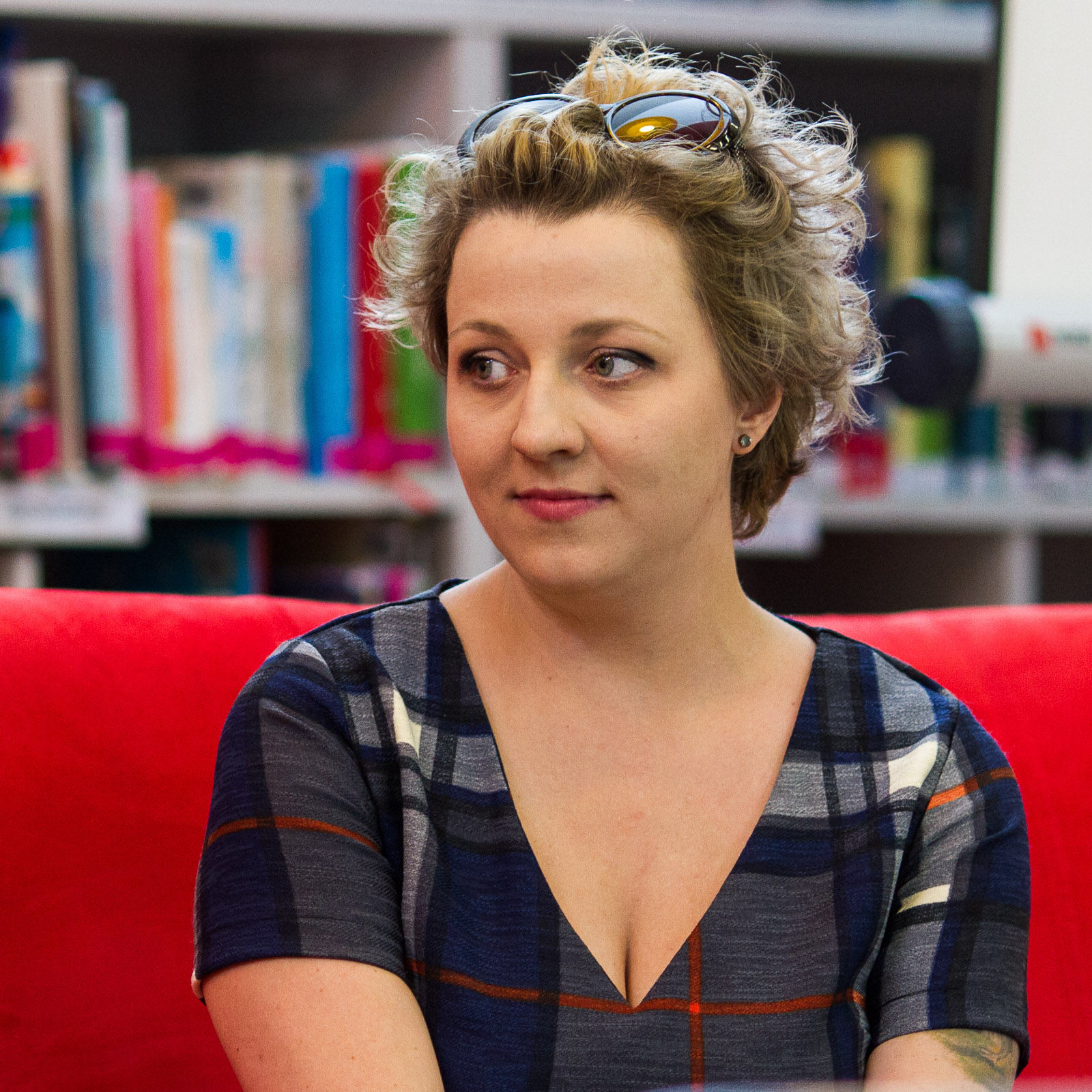
Nadia Szagdaj (2015)

Nadia Szagdaj (* 19. März 1984 in Breslau) ist eine polnische Musikerin, Schriftstellerin, Journalistin und Bildkünstlerin.

## Leben
Im Alter von sieben Jahren erlernte sie das Cellospiel, mit zehn Jahren das Klavierspiel. Während ihrer Schulzeit schrieb Szagdaj Gedichte, Kurzgeschichten, Novellen und Liedtexte. Sie absolvierte eine Ausbildung zur Opernsängerin an der Musikakademie Breslau. Sie ist Mitglied im Verein Wratislaviae Amici mit Sitz in Breslau, der sich im Schwerpunkt mit der Geschichte Niederschlesiens beschäftigt.

## Veröffentlichungen
Szagdajs erster Roman Przepowiednia (deutsch: Das Orakel) wurde in Polen im Jahr 2009 veröffentlicht.
Nadja Szagdaj wurde als Autorin mit der Kriminalbuchreihe Kroniki Klary Schulz (Die Chroniken der Klara Schulz) bekannt, deren erster Teil in Polen 2013 veröffentlicht wurde. Seitdem schreibt sie jedes Jahr einen weiteren Teil der Reihe. In Deutschland wurde bisher der erste Teil unter dem Titel Die Chroniken der Klara Schulz – Die letzte Arie veröffentlicht. Die Romanreihe spielt im historischen Breslau von 1910 und schildert die Ermittlungen der Privatdetektivin Klara Schulz.
Im Jahr 2014 erhielt Nadia Szagdaj die Empfehlung 'Lesenswert' der Gazeta Wyborcza.
2016 veröffentlichte sie den Kriminalroman Love, dessen Handlung im heutigen Breslau spielt.
- 2009: Przepowiednia
- 2013: Kroniki Klary Schulz. Sprawa Pechowca ISBN 978-83-62478-77-4
- 2014: Kroniki Klary Schulz. Zniknięcie Sary ISBN 978-83-63431-59-4
- 2015: Kroniki Klary Schulz. Grande Finale ISBN 978-83-64481-33-8
- 2015: Die Chroniken der Klara Schulz. Teil 1: Die letzte Arie ISBN 978-3-943672-86-2
- 2016: Love ISBN 978-83-64481-90-1